# NKGB
Ludowy Komisariat Bezpieczeństwa Państwowego ZSRR (ros. Народный комиссариат государственной безопасности СССР, NKGB) – istniejący od lutego do lipca 1941, oraz od kwietnia 1943 do marca 1946 radziecki urząd (odpowiednik ministerstwa) realizujący zadania m.in. wywiadu zagranicznego, kontrwywiadu oraz służby bezpieczeństwa wraz z jednostką śledczą do spraw specjalnych. Przekształcony w Ministerstwo Bezpieczeństwa Państwowego ZSRR (MGB).

## Reorganizacja służb specjalnych ZSRR w lutym 1941
W lutym 1941 na polecenie Sekretarza Generalnego KC WKP(b) Józefa Stalina część struktur służb specjalnych, w tym wywiad zagraniczny i kontrwywiad, została wyłączona z Ludowego Komisariatu Spraw Wewnętrznych (NKWD) i stała się częścią nowego urzędu – Ludowego Komisariatu Bezpieczeństwa Państwowego ZSRR. Na jego czele stanął Wsiewołod Mierkułow.
NKWD pozostało pod zwierzchnictwem Ławrientija Berii i zasadniczo zajmowało się wewnętrznymi sprawami policyjnymi i projektami budowlanymi na dużą skalę.

## Struktura organizacyjna w lutym 1941
- Ludowy Komisarz Bezpieczeństwa Państwowego – komisarz bezpieczeństwa państwowego III rangi Wsiewołod Mierkułow
  - pierwszy zastępca – komisarz b. p. III rangi Iwan Sierow
  - zastępca – komisarz b. p. III rangi Bogdan Kobułow
  - zastępca – komisarz b. p. II rangi Michaił Gribow

- Sekretariat LKBP – szef komisarz b.p. Wasilij Gołowanow
- Zarząd I (wywiad zagraniczny) – szef starszy major b.p. Paweł Fitin
- Zarząd II (kontrwywiad) – szef komisarz b.p. III rangi Piotr Fiodotow
- Zarząd III (tajno-polityczny) – szef komisarz b.p. III rangi Sołomon Milsztejn
- Służba Śledcza (na prawach zarządu) – szef mjr b.p. Lew Włodzimirski
- Zarząd Komendanta Moskiewskiego Kremla – szef gen. mjr Nikołaj Spiridonow
- Wydział I (ochrona rządu) – szef komisarz b.p. III rangi Nikołaj Własik
- Wydział II (ewidencyjno-statystyczny) – szef st. mjr b.p. Leonid Basztakow
- Wydział III (rewizje, zatrzymania, inwigilacja) – szef st. mjr b.p. Dmitrij Szadrin
- Wydział IV (technika operacyjna) – Jewgienij Łapiszyn
- Wydział V (szyfry) – mjr b.p. Aleksej Kopytcew
- Wydział Kadr – Michaił Gribow
- Wydział Administracyjno-Gospodarczo-Finansowy (ACHFO) – A. Dawydow

## Reorganizacja z lipca 1941 roku
Do stanu poprzedniego powrócono już w lipcu tego samego (1941), po wybuchu wojny z III Rzeszą. Struktury byłego Komisariatu Bezpieczeństwa Państwowego przeniesiono do NKWD jako samodzielne jednostki w randze zarządów, z zachowaniem ich numeracji.

### Powody reorganizacji
Amerykański analityk wywiadu, John Dziak, pisze w swej książce – Chekisty: A History of KGB (1988) między innymi:

Tych szczególnych zmian organizacyjnych nigdy w pełni nie wyjaśniono, ale być może miały one coś wspólnego z wchłonięciem przez ZSRR podbitych krajów i narodów – Estonii, Litwy, Łotwy, części Polski i oderwaniem od Rumunii Besarabii i północnej Bukowiny. Liczba aresztowań, deportacji, egzekucji i łagrów zwiększyła się, a to wymagało zreorganizowanych i zwiększonych sił bezpieczeństwa.

(....) Szok spowodowany agresją i szybkimi postępami Wehrmachtu doprowadził w lipcu 1941 do fuzji i oba organy znowu połączyły się jako NKWD pod kierownictwem Berii.

(....) Zwycięstwa pod Stalingradem stworzyły perspektywę odzyskania wojennych strat, stąd ponowny rozdział, jak ten z 1941 (NKWD – NKGB).

## Powtórny rozdział w 1943
Powtórny rozdział służb i tym samym ponowne utworzenie Ludowego Komisariatu Bezpieczeństwa Państwowego (na czele którego stanął ponownie Wsiewołod Mierkułow) nastąpiło na mocy postanowienia Biura Politycznego KC WKP(b) z 14 kwietnia 1943. Taki system utrzymał się przez następne trzy lata, czyli do 1946:
- Sekretariat[2]
- 1 Zarząd (wywiad) – st. mjr b.p. Paweł Fitin
- 2 Zarząd (kontrwywiad) – komisarz b.p. III rangi Piotr Fiodotow
- 3 Zarząd (transportowy) – komisarz b.p. III rangi Sołomon Milsztejn[3]
- 4 Zarząd (dywersyjny) – komisarz b.p III rangi Paweł Sudopłatow
- 5 Zarząd (szyfrowo-dekryptażowy) – Iwan Szewielow[4]
- 6 Zarząd (ochrona) – komisarz b.p. III rangi Nikołaj Własik
- Zarząd Komendanta Moskiewskiego Kremla (ochrona Stalina) – gen. mjr Nikołaj Spiridonow
- Zarząd Administracyjno-Gospodarczo-Finansowy[5]
- Jednostka Śledcza do Specjalnie Ważnych Spraw (szpiegostwo i działalność antyradziecka)
- Wydział «A» (ewidencji i archiwum)
- Wydział «B» (zastosowanie techniki operacyjnej – podsłuchy, obserwacja)
- Wydział «W» (przegląd korespondencji)
- Wydział Kadr[6].

W listopadzie 1945 utworzono wydział «К» (kontrwywiadowczego zabezpieczenia obiektów przemysłu jądrowego). W styczniu 1946 z Ludowego Komisariatu Spraw Wewnętrznych został przekazany Wydział «С» (działalność wywiadowcza w zakresie problematyki jądrowej).
Dalsza reorganizacja była dokonywana już w ramach nowej struktury – Ministerstwa Bezpieczeństwa Państwowego, utworzonego 15 marca 1946.

## Reorganizacja z 1946 roku
Po przekształceniu w 1946 komisariatów ludowych w ministerstwa istniały niezależnie: Ministerstwo Spraw Wewnętrznych (Министерство внутренних дел, Ministierstwo Wnutriennych Dieł – MWD) i Ministerstwo Bezpieczeństwa Państwowego (Министерство государственной безопасности, Ministierstwo Gosudarstwiennoj Bezopastnosti – MGB).